# Castiglion Fiorentino
Castiglion Fiorentino – miejscowość i gmina we Włoszech, w regionie Toskania, w prowincji Arezzo.
Według danych na styczeń 2009 gminę zamieszkiwało 13 360 osób przy gęstości zaludnienia 118 os./1 km².
Urodził się tu aktor i reżyser Roberto Benigni.

## Miasta partnerskie
- Ronda, Hiszpania